# Tratado de Lanhoso
O Tratado de Lanhoso foi um tratado assinado em 1121 em Lanhoso entre o Condado Portucalense e o Reino de Castela, com a ajuda dos arcebispos de Santiago de Compostela e de Braga, pelo qual o condado de Portugal voltou a ser vassalo de Castela e Leão.[carece de fontes?]
Em 1112, com a morte de Henrique de Borgonha, Teresa de Leão foi nomeada a condessa e regente do seu filho, o futuro Afonso I de Portugal, que era então muito jovem. Teresa, num esforço para expandir os domínios do condado de Portugal, lutou contra sua própria irmã Urraca de Castela em 1116 e 1120. Em 1121 foi sitiada em Lanhoso e teve de negociar uma paz com Castela, com a ajuda do arcebispo de Santiago de Compostela e Paio Mendes, arcebispo de Braga, pelo qual o condado de Portugal se tornava de novo vassalo de Castella e Leão.